# Martin Fruwein
Martin Fruwein (auch Martin Fruewein, Fruvein, ab 1619 Frühwein von Podoli; * in Schmiedeberg, Erbfürstentum Schweidnitz-Jauer; † 7. Juni 1621 in Prag) war einer der aktivsten Teilnehmer des böhmischen Ständeaufstands von 1618.

## Leben
Martin Fruwein stammte aus dem schlesischen Schmiedeberg im damals böhmischen Erbfürstentum Schweidnitz-Jauer. 1597 siedelte er in die Prager Altstadt um, wo er als Anwalt arbeitete. 1615 zog sein Bruder Benjamin zu ihm, ebenfalls Anwalt. Beide brachten es zu einem ansehnlichen Vermögen.
Martin wurde Mitglied der Brüder-Unität, in der er eine wichtige Stellung einnahm. Eine Zeit lang arbeitete er auch für den Ständepolitiker Peter Wok von Rosenberg. 1609 wurde er zum Defensor, 1611 zum Mitglied des Direktoriums der Ständeregierung und zum Mitglied der Kommission gewählt, die den Überfall Böhmens durch die Passauer untersuchte.
Seine anti-habsburgische Einstellung führte ihn zur aktiven Teilnahme an der Vorbereitung des Ständeaufstandes 1618. Er war gemeinsam mit Albrecht Jan Smiřický von Smiřice, Heinrich Matthias von Thurn, Václav Budovec z Budova, Ulrich Kinsky von Wchinitz (Oldřich Vchynský ze Vchynic), Leonhard Colonna von Fels und Wenzel Wilhelm von Ruppa (Václav Vilém z Roupova) einer der Hauptkonspiratoren und gleichzeitig einziger Vertreter der Bürgerlichen an der Geheimversammlung am 22. Mai 1618. In dieser Geheimsitzung wurde vereinbart, am darauffolgenden Tag die Statthalter Wilhelm Slavata und Jaroslav Borsita Graf von Martinic durch eine Defenestration zu beseitigen.
Nach dem Aufstand wurde Fruwein zum Direktor der Stadtstandes gewählt, ein Jahr später ernannte ihn der König Friedrich von der Pfalz zum Hofrichter der königlichen Städte und erhob ihn zugleich in den Ritterstand mit dem Prädikat „von Podoli“ (z Podolí).
Nach der Schlacht am Weißen Berg wurde Fruwein durch die Soldaten beraubt und gefoltert, danach wurde er ins Gefängnis geworfen und verhört. Er wurde zum Tode verurteilt, nahm sich jedoch vor der Vollstreckung das Leben.